# Parivrtta parsvakonasana

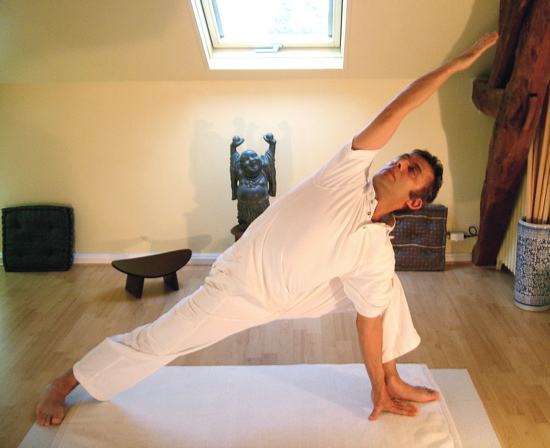
Parivrtta parshvakonasana

Parivrtta parsvakonasana ovvero posizione dell'angolo invertito, è una posizione di Hatha Yoga. Deriva dal sanscrito "parivrtta" che significa "invertito", "parsva" che significa "lato", "kona" che significa "angolo" e "āsana" che significa "posizione".

## Scopo della posizione
La posizione ha lo scopo di allungare la schiena realizzata mediante una torsione. Genera anche l'allungemento delle gambe.

## Posizione
Posizionarsi in ginocchio con la schiena orizzontale e appoggiati sulle mani. Inspirando, portare il piede sinistro all'esterno della mano sinistra, mantenendo la gamba destra estesa all'indietro. Espirando, portare la mano destra sul ginocchio destro. Inspirando, alzare la mano destra dal ginocchio e, percorrendo un ampio cerchio, portare la mano oltre la testa, con il braccio che si allunga lungo il proseguimento dell'asse gamba-fianco destro.
Per sciogliere la posizione, espirando, riportare la mano destra sul ginocchio destro. Riportare la mano destra a terra, e il piede sinistro indietro a pari del piede destro.
Ripetere con l'altro lato del corpo.